# New Harmony (Indiana)
New Harmony es un pueblo ubicado en el condado de Posey, en el estado estadounidense de Indiana. En el Censo de 2010 tenía una población de 789 habitantes y una densidad poblacional de 472,3 personas por km².En el Censo de 2020, la población había descendido a 690 personas.

## Historia
Fundada por la Harmony Society en 1814 bajo el liderazgo de George Rapp, a la ciudad se la conoció inicialmente como Harmony (también llamada Harmonie o New Harmony). En sus primeros años, en el asentamiento, de 8 100 hectáreas, vivían los luteranos que se habían separado de la iglesia oficial en el Ducado de Württemberg, y habían emigrado a Estados Unidos. Los «armonistas» construyeron una nueva ciudad en el desierto, pero en 1824 decidieron vender esa propiedad y regresar a Pensilvania. Robert Owen, un industrial galés y reformista social, compró la ciudad en 1825 con la intención de crear una nueva comunidad utópica y la rebautizó como New Harmony. Si bien el experimento social owenita fracasó dos años después de su inicio, la comunidad con el tiempo hizo algunas contribuciones de importancia a la sociedad estadounidense.
William Maclure (1763–1840), presidente de la Academia de Ciencias Naturales de Filadelfia de 1817 a 1840, llegó a New Harmony durante el invierno de 1825–26. Maclure llevó a un grupo de destacados artistas, educadores y colegas científicos, incluidos los naturalistas Thomas Say y Charles-Alexandre Lesueur, a New Harmony desde Filadelfia a bordo del barco de quilla Philanthropist (también conocido como el «Barco cargado de conocimiento»).

## Geografía
New Harmony se encuentra ubicado en las coordenadas 38°7′43″N 87°55′57″O / 38.12861, -87.93250. Según la Oficina del Censo de los Estados Unidos, New Harmony tiene una superficie total de 1.67 km², de la cual 1.65 km² corresponden a tierra firme y (1.4%) 0.02 km² es agua.

## Demografía
Según el censo de 2010, había 789 personas residiendo en New Harmony. La densidad de población era de 472,3 hab./km². De los 789 habitantes, New Harmony estaba compuesto por el 98.99% blancos, el 0% eran afroamericanos, el 0.25% eran amerindios, el 0.13% eran asiáticos, el 0% eran isleños del Pacífico, el 0% eran de otras razas y el 0.63% pertenecían a dos o más razas. Del total de la población el 0% eran hispanos o latinos de cualquier raza.
|                                     |
| Cabañas de troncos de la calle West |

|               |
| Cabaña Eigner |

|               |
| Cabaña Potter |

## Patrimonio
New 
Más de 30 estructuras de las comunidades utópicas de los karmonistas y owenistas siguen formando parte del Distrito Histórico de New Harmony, que es un Monumento Histórico Nacional. Además, el arquitecto Richard Meier diseñó el Ateneo de New Harmony, que funciona como Centro de Visitantes del Historic New Harmony, y representa la historia de la comunidad. También figuran en el Registro Nacional de Lugares Históricos la Casa de George Bentel, la Casa de Ludwig Epple, el Puente Harmony Way, la Casa Mattias Scholle y la Casa de Amon Clarence Thomas.